# 에우포리에 (위성)

에우포리에(Euporie, /ˈjuːpəriː/, 그리스어: Ευπορία), 또는 목성 XXXIV는 목성의 위성 중 하나이다. 이 위성은 처음에 하와이 대학교의 스콧 S. 셰퍼드 천문학자 팀이 2001년 발견했으며, S/2001 J 10라는 임시 명칭으로 불렀다.
에우포리에의 지름은 2km이며, 공전 시간은 538.780일고 19,088Mm를 공전하며, 역행 운동으로 황도 기준(목성 적도에서 145°)의 궤도 경사가 145°이며, 궤도이심률은 0.0960이다.
이 위성은 2008년 그리스 신화의 호라에 중 한명이자 풍요의 여신인 에우포리에의 이름을 따서 만들어졌다.
이 위성은 파시파에 군에서 가장 안쪽에 위치한 위성이며, 19.3~22.7Gm의 궤도 거리로 약 150°의 기울기를 유지하는 불규칙 위성 중 하나이다.